# Storia del Niger
Circa 6000 anni fa i vasti altipiani del Niger settentrionale erano verdi pascoli che davano da vivere a cacciatori, a pastori e a una ricca fauna. Intorno al 2500 a.C. il Sahara iniziò a inghiottire questa regione e i suoi fiumi, costringendo le popolazioni a migrare verso sud. Ben poco è rimasto di questo fiorente passato, a parte le splendide pitture rupestri neolitiche che si possono vedere nel massiccio dell'Aïr. Alla fine del I millennio a.C., le popolazioni della regione avevano appreso le tecniche di lavorazione dei metalli e sviluppato complesse organizzazioni sociali e forme di commercio.

## I grandi imperi dell'Africa occidentale
Crocevia del lucroso commercio trans-sahariano (oro, sale e schiavi), un tempo l'arido territorio del Niger accoglieva alcuni dei grandi imperi dell'Africa occidentale. Tra questi l'impero di Kanem-Borno, che fiorì intorno al Lago Ciad tra il X e XI secolo, rimanendo una potenza significativa fino all'Ottocento. Tra il XIV e il XV secolo il Niger occidentale fu controllato dall'impero islamico del Mali, ma all'inizio del Cinquecento cadde in mano al potente impero di Songhaï, che avrebbe poi dominato gran parte del Niger centrale fino alla fine del secolo.
Prima dell'arrivo degli europei ebbero un ruolo molto importante anche i tuareg, migrati a sud nella zona del massiccio dell'Aïr durante l'XI secolo e dove agli inizi del XV secolo emerse il sultanato di Agadez, gli hausa e i kanouri, che dopo essere stati costretti a fuggire dalla Nigeria nel XVII secolo fondarono il potente stato di Damagaram.

## L'epoca precoloniale
Pur essendo stato abolito intorno al 1850 in quasi tutta l'Africa occidentale, il commercio degli schiavi continuò a fiorire nel Niger e nel Ciad. Forte di un esercito di 12.000 uomini, il sultano di Zinder non aveva grandi difficoltà ad attaccare i villaggi del suo regno per catturarne gli abitanti e venderli come schiavi, riuscendo in questo modo a mantenere le sue 300 mogli e i suoi numerosi figli.
Agadez, in passato un importante centro per il commercio dell'oro, fu penalizzata dallo spostamento dei traffici commerciali dal Sahara ai porti costieri controllati dai portoghesi; la sua popolazione diminuì, passando da 30.000 abitanti nel 1450 a meno di 3000 all'inizio del XX secolo. Con il declino del commercio dell'oro il valore del sale aumentò. Estratto dai depositi nelle remote oasi del deserto che erano in mano ai nomadi tuareg, il sale era così raro che spesso nei mercati un'oncia di sale veniva venduta allo stesso prezzo di un'oncia di oro. Il commercio del sale permise alle enormi carovane di cammelli del Sahara di sopravvivere: fino al 1906 una carovana composta da 20.000 cammelli partiva da Agadez per andare a prendere il sale a Bilma, un'oasi situata 610 km più a est.

## L'epoca coloniale
I francesi entrarono in scena alla fine del XIX secolo e incontrarono una resistenza più accanita di quanto si fossero aspettati. Insoddisfatti della situazione, i francesi inviarono in breve tempo la spedizione punitiva Voulet-Chanoîne, che mise a ferro e fuoco gran parte del Niger meridionale nel 1898-99. Il massacro di Birni N'Konni è uno degli episodi più vergognosi della storia coloniale francese. Sebbene le rivolte dei tuareg nel nord continuassero, culminando nell'assedio di Agadez nel 1916-1917, il controllo francese sul territorio era ormai assicurato.
La dominazione francese non fu clemente con il Niger. L'amministrazione coloniale favorì il potere dei capi locali, arrivando addirittura a incoraggiarne gli abusi come mezzo per mantenere un controllo effettivo. L'imposizione del franco francese (moneta con cui si pagavano le tasse) indusse molti agricoltori a cercare lavoro nelle città. Il passaggio forzato da un'agricoltura di sussistenza a colture commerciali consolidò ulteriormente il dominio francese, spostando i commerci verso i mercati costieri controllati dalle potenze europee e causando l'abbandono delle tradizionali piste trans-sahariane. La coltivazione a maggese, che fino ad allora aveva contribuito a preservare il fragile equilibrio ecologico, fu sostituita dallo sfruttamento intensivo della terra, i cui effetti si vedono ancora oggi nell'inarrestabile avanzata del Sahara.
La Francia non investì molte risorse nel Niger: nel 1960, anno in cui il paese ottenne l'indipendenza, solo 14 dei 1032 km di strade asfaltate costruite nell'Africa occidentale dai francesi si trovavano in Niger.

## L'indipendenza
Nel 1958 Charles de Gaulle offrì alle 12 colonie francesi dell'Africa occidentale la scelta tra l'autogoverno nell'ambito di un'unione francese e l'indipendenza immediata. Centinaia di migliaia di voti andarono convenientemente perduti consentendo alla Francia di dichiarare che il Niger desiderava rimanere nella sfera d'influenza francese.
Djibo Bakari e il partito radicale Sawaba avviarono una campagna a sostegno della piena indipendenza e il governo, infuriato, reagì mettendo fuori legge il partito e mandando Bakari in esilio. In questo modo Hamani Diori, leader del Parti Progressiste Nigérien (PPN), fu l'unico candidato alla presidenza quando nel 1960 venne concessa l'indipendenza.
Il repressivo governo monopartitico di Diori mantenne stretti legami con la Francia e il presidente sopravvisse a diversi tentativi di colpo di stato prima della grande siccità che colpì la regione del Sahel tra il 1968 e il 1974, quando nelle case di alcuni ministri furono scoperte ingenti scorte alimentari. Questa fu l'ultima goccia: il tenente colonnello Seyni Kountché rovesciò il regime di Diori con un sanguinoso colpo di stato e, una volta divenuto presidente, instaurò un governo militare.

## Dopo l'indipendenza
Kountché e il Niger ebbero il proverbiale colpo di fortuna nel 1968, quando vennero scoperti giacimenti di uranio nei pressi di Arlit. Tra il 1974 e il 1979 il prezzo dell'uranio sul mercato quintuplicò, permettendo la realizzazione di alcuni ambiziosi progetti, tra cui la costruzione della «strada dell'uranio» per Agadez e Arlit. Ma la situazione era tutt'altro che rosea: il costo della vita aumentava vertiginosamente e i più poveri stavano peggio che mai.
All'inizio degli anni '80 le entrate dello stato provenienti dal commercio dell'uranio precipitarono e il boom edilizio si arrestò; a ciò si aggiunse, nel 1983, un grave periodo di siccità e per la prima volta nella storia a noi nota il Fiume Niger si prosciugò. Grazie alla sua reputazione di uomo onesto, Kountché riuscì a superare la crisi dovuta al malcontento, sfociato tra l'altro in un terzo tentativo di colpo di stato, ma nel 1987 morì per un tumore al cervello e fu sostituito dal delfino che egli stesso aveva scelto, Ali Saïbou.
Saïbou diede immediatamente il via a una serie di cambiamenti. Nel 1989 formò una nuova organizzazione politica, il Mouvement National pour une Société de Développement (MNSD), ma al tempo stesso mantenne il bando sui partiti politici introdotto da Kountché. Quindi si presentò come unico candidato alle elezioni presidenziali che, naturalmente, vinse.
La popolazione del Niger era ben consapevole dei cambiamenti politici che avvenivano in tutta l'Africa occidentale e nel 1990 ci furono dimostrazioni studentesche di massa e scioperi dei lavoratori in segno di protesta contro la democrazia fittizia di Saïbou. All'università di Niamey la polizia aprì il fuoco sui manifestanti uccidendo diverse persone. Lo scalpore suscitato da questo atto costrinse il riluttante Saïbou a convocare una conferenza nazionale nel 1991, durante la quale venne formato un governo ad interim che guidò il paese fino alle elezioni pluripartitiche del 1993, vinte da Mahamane Ousmane, il primo capo di stato del paese di etnia hausa.
Il governo democratico di Ousmane ebbe vita breve. Una giunta militare guidata dal colonnello Ibrahim Bare Mainassara mise in atto un colpo di stato nel gennaio del 1996. Le elezioni che si tennero nel luglio di quell'anno furono vinte da Mainassara - un risultato ovvio, visto che il colonnello aveva sciolto la commissione per le elezioni indipendenti e confinato agli arresti domiciliari i suoi principali oppositori.
Nel 1999, durante un periodo di grave ristagno dell'economia in cui dilagavano gli scioperi, il comandante della guardia presidenziale assassinò Mainassara. Il primo ministro descrisse la morte del presidente, senza alcuna apparente ironia, come uno «sfortunato incidente». L'autore del colpo di stato, il maggiore Daoud Mallam Wanke, si mise subito all'opera per ripristinare la democrazia e verso la fine del 1999 si tennero elezioni pacifiche. Mamadou Tandja venne eletto con oltre il 59% dei voti. Nell'assemblea nazionale, composta da 113 membri (solo uno dei quali è una donna), Mamadou ha formato una coalizione di maggioranza con i sostenitori del precedente presidente Ousmane.

## Il Niger oggi
Il presidente Tandja fu riconfermato nel 2004. L'aggravarsi della situazione economica, anche per la discesa del prezzo dell'uranio e nel 2005 per una grave siccità e un'invasione di cavallette, ha riacceso la tensione sociale e politica, e nel 2007 è riesploso anche il conflitto con i tuareg. Nel 2009 Tandja ha sciolto il Parlamento che contrastava il suo tentativo di modificare la costituzione per potersi candidare a un terzo mandato e indisse nuove elezioni, cui le opposizioni non parteciparono; nel febbraio 2010 è stato deposto da un colpo di stato militare diretto dal generale Salou Djibo, ed è stato nominato primo ministro Mahamadou Danda, cui nell'aprile 2011 è subentrato Brigi Rafini. Nell'aprile dello stesso anno è stato eletto presidente Mahamadou Issoufou, principale leader dell'opposizione, che alle consultazioni presidenziali del febbraio 2016 ha ricevuto il 48,41% delle preferenze contro il 17,4% aggiudicatosi dallo sfidante Hama Amadou, con il quale si sarebbe dovuto confrontare al ballottaggio nel mese di marzo; ma Amadou ha annunciato il suo ritiro denunciando irregolarità, aprendo di fatto il campo a Issoufou per una seconda rielezione. Al secondo turno Issoufou è stato riconfermato nella carica con il 92,4% dei suffragi. Un tentativo di colpo di stato ha avuto luogo la notte tra il 30 e il 31 marzo 2021, pochi giorni prima dell'inaugurazione di Mohamed Bazoum, presidente eletto. Il 2 aprile 2021, Mohamed Bazoum ha prestato giuramento e si è insediato. Il 26 luglio 2023 il presidente nigerino Bazoum viene arrestato da un gruppo di militari della Guardia Presidenziale tramite il Colpo di Stato. Allo stesso tempo viene insediato la giunta militare Conseil national pour la sauvegarde de la patrie (in italiano Consiglio nazionale per la salvaguardia della patria, CNSP) come capo di Stato il generale Tchiani. Nell'aprile 2025, il Niger ha relegato il francese come lingua di lavoro e ha reso l'hausa lingua ufficiale.